# Alborea (kommunhuvudort)
Alborea är en kommunhuvudort i Spanien.   Den ligger i provinsen Provincia de Albacete och regionen Kastilien-La Mancha, i den östra delen av landet, 240 km sydost om huvudstaden Madrid. Alborea ligger 723 meter över havet och antalet invånare är 795.
Terrängen runt Alborea är platt åt sydväst, men åt nordost är den kuperad. Runt Alborea är det mycket glesbefolkat, med 7 invånare per kvadratkilometer. Närmaste större samhälle är Casas Ibáñez, 7,2 km väster om Alborea. Trakten runt Alborea består till största delen av jordbruksmark.